# Canis edwardii
Vlk Edwardův (Canis edwardii) je zaniklým druhem rodu Canis. Byl pojmenován Charlesem Lewisem Gazinem v roce 1942. C. edwardii, C. latrans a Canis aureus tvoří dohromady malou skupinu a protože se C. edwardii objevil nejdříve (v pozdním pleistocénu), je Xiaoming Wangem a Richardem H. Tedfordem považován za předchůdce těchto druhů. V pozdním pleistocénu se v Severní Americe objevil první definitivní vlk, pojmenovaný Canis priscolatrans, jenž byl velmi blízký příbuzný či téměř stejný druh jako Canis edwardii. Canis edwardii žil jen na území Severní Ameriky v pozdním období pleistocénu. Existoval asi jen 2 miliony let. Dosahoval větší velikosti než Canis latrans a lišil se v lebce a v některých zubních rozměrech. Při výzkumu byl vzorek A (C. ewardii) odhadnut Legendreem a Rothem na 35 kg a druhý vzorek B (C. latrans) na 31 kg.